# Del Monte Forest (Kalifornija)
Del Monte Forest je naseljeno područje za statističke svrhe u američkoj saveznoj državi Kalifornija. Prema popisu stanovništva iz 2010. u njemu je živjelo 4,514 stanovnika.